# Aldo Pierantoni (Diplomat)

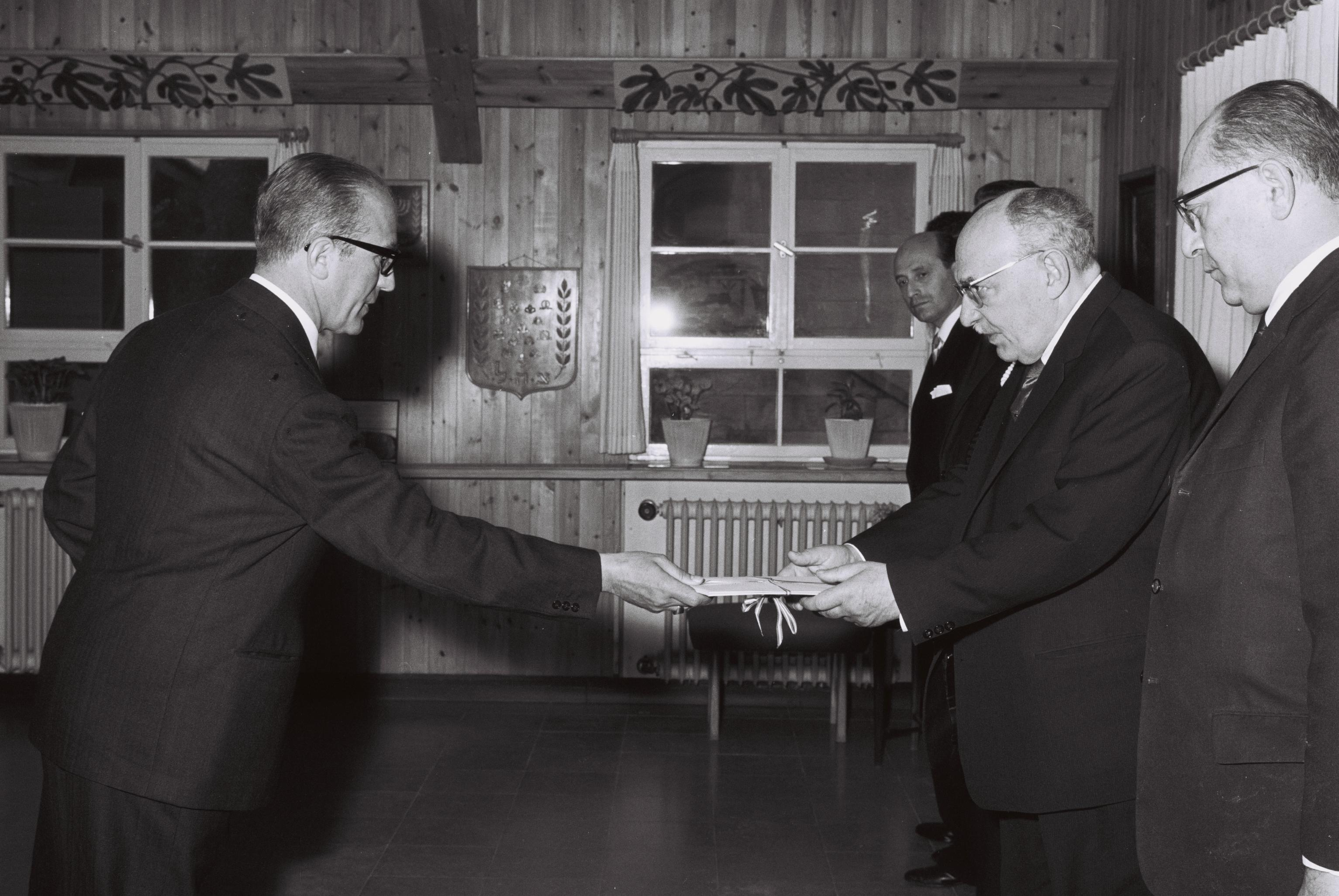
Italienischer Botschafter in Israel Aldo Peirantoni überreicht Zalman Shazar 1964 seine Zeugnisse

Aldo Pierantoni (* 30. Januar 1911 in Brescia; † unbekannt) war ein italienischer Diplomat.
Er war der Sohn von Cesare  Pierantoni und studierte an der Universität Genua.

## Werdegang
Von November 1936 bis März 1938 war er Vizekonsul in Zürich.
Von März bis November 1938 war er italienischer Vizekonsul in Dschibuti für Britisch-Somaliland.
Von Mai 1940 bis Oktober 1941 war er Gesandtschaftssekretär dritter Klasse in Bukarest.
1945 war er Gesandtschaftssekretär in Tunis.
Von April 1945 bis März 1950 war er Gesandtschaftssekretär zweiter Klasse in Paris.
Von März 1950 bis September 1952 war er Gesandtschaftssekretär erster Klasse in Belgrad.
Von Juni 1955 bis September 1956 hatte er Exequatur als Generalkonsul in Rabat.
Von September 1956 bis November 1956 war er Botschaftsrat in Rabat.
Von September 1956 bis August 1958 hatte er Exequatur als Generalkonsul in Barcelona.
Anfang Mai 1959 war er  der Leiter der Westeuropa-Abteilung im italienischen Außenministerium.
1962 leitete er die Abteilung Politik im Außenministerium.
Senator Umberto Terracini stellte am 12. Oktober 1962 eine Anfrage an die Regierung von Amintore Fanfani nach den Auslieferungsaussichten von Kurt Leibbrand. Pierantoni verabredet mit Verteidigungsminister Giulio Andreotti als Besitzer der Akten zum Thema „Italienische Fremdarbeiter im Machtbereich des Deutschen Reichs“, die Anfrage zu ignorieren.
Aldo Pierantoni, antwortete am 5. Januar 1963: „Nach Rücksprache mit dem Generalsekretär des Außenministeriums, sprach über den Konflikt mit dem Admiral Tagliamento, dem Stabschef von Andreotti, und erklärte seine Sorge um die Vermeidung eines Neubeginns einer italienisch-deutschen Polemik. Er bat mich, den Brief als nicht erhalten anzusehen. Also antworten wir nicht.“
Von Februar 1963 bis Februar 1964 war er Stellvertretender Generaldirektor der Abteilung Politik.
Von März 1967 bis März 1969 war er Botschafter in Tel Aviv.
Von 18. Januar 1971 bis 20. September 1975 war er Botschafter in Pretoria und war gleichzeitig in Lesotho und Swasiland akkreditiert.
| Vorgänger                                 | Amt                                             | Nachfolger               |
| ----------------------------------------- | ----------------------------------------------- | ------------------------ |
| Giovanni Revedin Di San Martino           | Italienischer Botschafter in Tel Aviv 1967–1969 | Giuseppe Walter Maccotta |
| Alberto Paveri Fontana di Fontana Pradosa | Italienischer Botschafter in Pretoria 1971–1975 | Giuseppe Meschinelli     |